# Борха Ірадьєр
Борха Ірадьєр (23 березня 1980) — іспанський плавець.
Учасник Олімпійських Ігор 2008 року.